# Jacinta (2017)
Jacinta é um filme português e minissérie do género bibliográfico e drama, realizado e produzido por Jorge Paixão da Costa e escrito por Manuel Arouca e Raquel Palermo. Estreou nos cinemas em Portugal a 13 de abril. Na TVI, a versão minissérie foi emitida a 12 e 13 de maio. Foi estreada também na Itália, no Canale 5, o 14 de maio. No Brasil estreou no dia 13 de maio de 2020 na TV Aparecida.

## Sinopse
O mistério das Aparições de Fátima visto de uma forma inovadora pelo olhar de uma das crianças, Jacinta, a mais carismática delas todas. O fenómeno das Aparições em 1917, não nos é dado por uma visão teológica, nem se reporta à mensagem e profecias de Fátima, mas releva-se pelo impacto que esse mesmo mistério teve nos 3 pastorinhos, e, em particular, em Jacinta. 

No ano que se assinala o centenário das aparições de Fátima, chega-nos um filme que mostra o ponto de vista humano de uma criança que afirma ter sido tocada pelo lado mais transcendental e a forma como a sua personalidade se vai modificando e tocando os que estão à sua volta.

## Elenco e personagens

### Principais
- Matilde Serrão como Jacinta Marto
- Paula Lobo Antunes como Aurora
- Pedro Lamares como Avelino Almeida
- Renata Belo como Lúcia
- Henrique Mello como Francisco Marto
- Graciano Dias como Artur Santos
- Filipe Vargas como Prior Manuel
- Dalila Carmo como Olímpia Marto

## Minissérie (TVI)
O filme foi dividido em dois episódios de uma minissérie emitida a 12 e 13 de maio de 2017, a partir das 23 horas da noite.
O filme foi "repetido" a 01 de dezembro de 2017, a partir das 23 horas da noite.

### Episódios
| Episódios | Transmissão original  | Transmissão original  | Dia da semana        | Audiências |
| Episódios | Estreia de temporada  | Final de temporada    | Dia da semana        | Audiências |
| --------- | --------------------- | --------------------- | -------------------- | ---------- |
| 2         | 12 de maio de 2017    | 13 de maio de 2017    | Sexta-feira e Sábado | 9,3%       |
| Repetição | 1 de dezembro de 2017 | 1 de dezembro de 2017 | Sexta-feira          |            |

## Exibição internacional
| País   | Canal        | Título adaptado       | Transmissão        | Horário | Espetadores |
| ------ | ------------ | --------------------- | ------------------ | ------- | ----------- |
| Itália | Canale 5     | Il miracolo di Fatima | 14 de maio de 2017 | —       | 3 041 000   |
| Brasil | TV Aparecida | O Milagre de Fátima   | 13 de maio de 2020 | 19:30   |             |